# Manchester United F.C. w sezonie 2016/2017
Sezon 2016/17 był dla Manchesteru United 25. sezonem w Premier League i 42. sezonem z rzędu w najwyższej klasie rozgrywkowej w Anglii.
Przed sezonem 2016/17 Manchester United, po zwolnieniu z funkcji menadżera Louisa van Gaala, zatrudnił José Mourinho.
Sezon rozpoczął się 7 sierpnia 2016 roku meczem o Tarczę Wspólnoty przeciwko Leicester City wygranym przez Manchester United 2:1.
26 lutego 2017 roku Manchester United wygrał Puchar Ligi, w finale pokonując 3:2 Southampton.
13 marca 2017 roku Manchester United odpadł w 1/4 Pucharu Anglii, przegrywając z Chelsea 1:0.
Sezon w Premier League Manchester United zakończył na 6. pozycji.
24 maja 2017 roku Manchester United sięgnął po raz pierwszy w historii po puchar Ligi Europy, pokonując w finale 2:0 AFC Ajax.

## Mecze

### Przedsezonowe i towarzyskie
| Szczegóły meczu                                     | Wynik                                                                                   | Wynik                              | Wynik                                                                                             | Skład |
| --------------------------------------------------- | --------------------------------------------------------------------------------------- | ---------------------------------- | ------------------------------------------------------------------------------------------------- | --- |
| 16 lipca 2016, 14:30 DW Stadium 13 314 widzów       | Wigan Athletic                                                                          | 0 – 2                              | Manchester United                                                                                 | Johnstone (82' Pereira), Fosu-Mensah (46' Jones), Bailly (82' Tuanzebe), Blind (74' Varela), Shaw (46' Mata), Carrick (46' Januzaj), Herrera (46' Blackett), Lingard (46' Pereira), Mychitarian (46' Valencia), Depay (46' Keane), Wilson (46' Young)  |
| 16 lipca 2016, 14:30 DW Stadium 13 314 widzów       |                                                                                         | Will Keane 49' Andreas Pereira 58' |                                                                                                   | Johnstone (82' Pereira), Fosu-Mensah (46' Jones), Bailly (82' Tuanzebe), Blind (74' Varela), Shaw (46' Mata), Carrick (46' Januzaj), Herrera (46' Blackett), Lingard (46' Pereira), Mychitarian (46' Valencia), Depay (46' Keane), Wilson (46' Young)  |
| 22 lipca 2016, 14:00 Shanghai Stadium 38 285 widzów | Borussia Dortmund                                                                       | 4 – 1                              | Manchester United                                                                                 | Johnstone (46' Romero), Valencia (75' Pereira), Bailly, Jones (46' Rojo), Shaw, Blind (66' McNair), Herrera, Mata, Mychitarian (66' Januzaj), Lingard (46' Young), Depay (46' Rashford)                                                                |
| 22 lipca 2016, 14:00 Shanghai Stadium 38 285 widzów | 19' Gonzalo Castro 36' Pierre-Emerick Aubameyang 57' Ousmane Dembélé 86' Gonzalo Castro |                                    | Henrich Mychitarian 58'                                                                           | Johnstone (46' Romero), Valencia (75' Pereira), Bailly, Jones (46' Rojo), Shaw, Blind (66' McNair), Herrera, Mata, Mychitarian (66' Januzaj), Lingard (46' Young), Depay (46' Rashford)                                                                |
| 30 lipca 2016, 19:30 Ullevi 30 200 widzów           | Galatasaray SK                                                                          | 2 – 5                              | Manchester United                                                                                 | de Gea (67' Romero), Valencia (67' Mata), Blind (67' Darmian), Bailly (67' Rojo), Shaw (67' Jones), Schneiderlin (46' Carrick), Herrera (46' Fellaini), Mychitarian (46' Lingard), Rooney (67' Depay), Martial (46' Young), Ibrahimović (46' Rashford) |
| 30 lipca 2016, 19:30 Ullevi 30 200 widzów           | 22' Sinan Gümüş 41' Bruma                                                               |                                    | Zlatan Ibrahimović 4' Wayne Rooney 55' Wayne Rooney 58'(r.k.) Marouane Fellaini 62' Juan Mata 75' | de Gea (67' Romero), Valencia (67' Mata), Blind (67' Darmian), Bailly (67' Rojo), Shaw (67' Jones), Schneiderlin (46' Carrick), Herrera (46' Fellaini), Mychitarian (46' Lingard), Rooney (67' Depay), Martial (46' Young), Ibrahimović (46' Rashford) |
| 3 sierpnia 2016, 21:00 Old Trafford 58 597 widzów   | Manchester United                                                                       | 0 – 0                              | Everton                                                                                           | de Gea (64' Romero), Valencia (64' Darmian), Bailly (46' Jones), Blind (64' Mata), Shaw (46' Rojo), Carrick (46' Schneiderlin), Herrera (46' Fellaini), Lingard (46' Young), Rooney (53' Rashford), Martial (46' Mychitarian), Ibrahimović (64' Depay) |
| 3 sierpnia 2016, 21:00 Old Trafford 58 597 widzów   |                                                                                         |                                    |                                                                                                   | de Gea (64' Romero), Valencia (64' Darmian), Bailly (46' Jones), Blind (64' Mata), Shaw (46' Rojo), Carrick (46' Schneiderlin), Herrera (46' Fellaini), Lingard (46' Young), Rooney (53' Rashford), Martial (46' Mychitarian), Ibrahimović (64' Depay) |

### Tarcza Wspólnoty
| Szczegóły meczu                              | Wynik           | Wynik | Wynik                                    | Skład |
| -------------------------------------------- | --------------- | ----- | ---------------------------------------- | --- |
| 7 sierpnia 2016, 17:00 Wembley 85 437 widzów | Leicester City  | 1 – 2 | Manchester United                        | de Gea, Valencia, Bailly, Blind, Shaw (70' Rojo), Carrick (61' Herrera), Fellaini, Lingard (63' Mata [90' Mychitarian]), Rooney (87' Schneiderlin), Martial (70' Rashford), Ibrahimović |
| 7 sierpnia 2016, 17:00 Wembley 85 437 widzów | 52' Jamie Vardy |       | Jesse Lingard 32' Zlatan Ibrahimović 83' | de Gea, Valencia, Bailly, Blind, Shaw (70' Rojo), Carrick (61' Herrera), Fellaini, Lingard (63' Mata [90' Mychitarian]), Rooney (87' Schneiderlin), Martial (70' Rashford), Ibrahimović |

### Premier League
| Szczegóły meczu                                                    | Wynik                                                               | Wynik                                                              | Wynik                                                          | Skład |
| ------------------------------------------------------------------ | ------------------------------------------------------------------- | ------------------------------------------------------------------ | -------------------------------------------------------------- | --- |
| 14 sierpnia 2016, 14:30 Dean Court 11 355 widzów                   | Bournemouth                                                         | 1 – 3                                                              | Manchester United                                              | de Gea, Valencia, Bailly, Blind, Shaw, Fellaini, Herrera, Mata (75' Mychitarian), Rooney (89' Depay), Martial (85' Schneiderlin), Ibrahimović    |
| 14 sierpnia 2016, 14:30 Dean Court 11 355 widzów                   | 69' Adam Smith                                                      |                                                                    | Juan Mata 40' Wayne Rooney 59' Zlatan Ibrahimović 64'          | de Gea, Valencia, Bailly, Blind, Shaw, Fellaini, Herrera, Mata (75' Mychitarian), Rooney (89' Depay), Martial (85' Schneiderlin), Ibrahimović    |
| 19 sierpnia 2016, 21:00 Old Trafford 75 326 widzów                 | Manchester United                                                   | 2 – 0                                                              | Southampton                                                    | de Gea, Valencia, Bailly, Blind, Shaw, Pogba, Fellaini, Mata (76' Mychitarian), Rooney (89' Smalling), Martial (82' Herrera), Ibrahimović        |
| 19 sierpnia 2016, 21:00 Old Trafford 75 326 widzów                 | 36' Zlatan Ibrahimović 52' Zlatan Ibrahimović(r.k.)                 |                                                                    |                                                                | de Gea, Valencia, Bailly, Blind, Shaw, Pogba, Fellaini, Mata (76' Mychitarian), Rooney (89' Smalling), Martial (82' Herrera), Ibrahimović        |
| 27 sierpnia 2016, 18:30 KCOM Stadium 24 560 widzów                 | Hull City                                                           | 0 – 1                                                              | Manchester United                                              | de Gea, Valencia, Bailly, Blind, Shaw, Fellaini, Pogba, Mata (72' Rashford), Rooney (90' Smalling), Martial (61' Mychitarian), Ibrahimović       |
| 27 sierpnia 2016, 18:30 KCOM Stadium 24 560 widzów                 |                                                                     | Marcus Rashford 90+2'                                              |                                                                | de Gea, Valencia, Bailly, Blind, Shaw, Fellaini, Pogba, Mata (72' Rashford), Rooney (90' Smalling), Martial (61' Mychitarian), Ibrahimović       |
| 10 września 2016, 13:30 Old Trafford 75 272 widzów                 | Manchester United                                                   | 1 – 2                                                              | Manchester City                                                | de Gea, Valencia, Bailly, Blind, Shaw (81' Martial), Fellaini, Pogba, Mychitarian (46' Herrera), Rooney, Lingard (46' Rashford), Ibrahimović     |
| 10 września 2016, 13:30 Old Trafford 75 272 widzów                 | 43' Zlatan Ibrahimović                                              |                                                                    | Kevin De Bruyne 15' Kelechi Iheanacho 36'                      | de Gea, Valencia, Bailly, Blind, Shaw (81' Martial), Fellaini, Pogba, Mychitarian (46' Herrera), Rooney, Lingard (46' Rashford), Ibrahimović     |
| 18 września 2016, 14:30 Vicarage Road 21 118 widzów                | Watford                                                             | 3 – 1                                                              | Manchester United                                              | de Gea, Valencia (61' Mata), Bailly, Smalling, Shaw (85' Depay), Fellaini, Pogba, Martial (38' Young), Rooney, Rashford, Ibrahimović             |
| 18 września 2016, 14:30 Vicarage Road 21 118 widzów                | 34' Étienne Capoue 83' Juan Zúñiga 90+5' Troy Deeney(r.k.)          |                                                                    | Marcus Rashford 62'                                            | de Gea, Valencia (61' Mata), Bailly, Smalling, Shaw (85' Depay), Fellaini, Pogba, Martial (38' Young), Rooney, Rashford, Ibrahimović             |
| 24 września 2016, 13:30 Old Trafford 75 256 widzów                 | Manchester United                                                   | 4 – 1                                                              | Leicester City                                                 | de Gea, Valencia, Smalling, Bailly, Blind, Pogba, Herrera, Rashford (83' Rooney), Mata, Lingard(78' Carrick), Ibrahimović                        |
| 24 września 2016, 13:30 Old Trafford 75 256 widzów                 | 22' Chris Smalling 37' Juan Mata 40' Marcus Rashford 42' Paul Pogba |                                                                    | Demarai Gray 59'                                               | de Gea, Valencia, Smalling, Bailly, Blind, Pogba, Herrera, Rashford (83' Rooney), Mata, Lingard(78' Carrick), Ibrahimović                        |
| 2 października 2016, 13:00 Old Trafford 75 251 widzów              | Manchester United                                                   | 1 – 1                                                              | Stoke City                                                     | de Gea, Valencia, Bailly, Smalling, Blind, Pogba, Herrera (83' Depay), Lingard (67' Martial), Mata (67' Rooney), Rashford, Ibrahimović           |
| 2 października 2016, 13:00 Old Trafford 75 251 widzów              | 69' Anthony Martial                                                 |                                                                    | Joe Allen 82'                                                  | de Gea, Valencia, Bailly, Smalling, Blind, Pogba, Herrera (83' Depay), Lingard (67' Martial), Mata (67' Rooney), Rashford, Ibrahimović           |
| 17 października 2016, 21:00 Anfield 52 769 widzów                  | Liverpool                                                           | 0 – 0                                                              | Manchester United                                              | de Gea, Valencia, Bailly, Smalling, Blind, Fellaini, Pogba, Rashford (77' Rooney), Herrera, Young, Ibrahimović                                   |
| 17 października 2016, 21:00 Anfield 52 769 widzów                  |                                                                     |                                                                    |                                                                | de Gea, Valencia, Bailly, Smalling, Blind, Fellaini, Pogba, Rashford (77' Rooney), Herrera, Young, Ibrahimović                                   |
| 23 października 2016, 17:00 Stamford Bridge 41 424 widzów          | Chelsea                                                             | 4 – 0                                                              | Manchester United                                              | de Gea, Valencia, Bailly (52' Rojo), Smalling, Blind, Herrera, Fellaini (46' Mata), Lingard (65' Martial), Pogba, Rashford, Ibrahimović          |
| 23 października 2016, 17:00 Stamford Bridge 41 424 widzów          | 1' Pedro 21' Gary Cahill 62' Eden Hazard 70' N’Golo Kanté           |                                                                    |                                                                | de Gea, Valencia, Bailly (52' Rojo), Smalling, Blind, Herrera, Fellaini (46' Mata), Lingard (65' Martial), Pogba, Rashford, Ibrahimović          |
| 29 października 2016, 16:00 Old Trafford 75 325 widzów             | Manchester United                                                   | 0 – 0                                                              | Burnley                                                        | de Gea, Darmian, Rojo, Blind, Shaw, Lingard (73' Rooney), Herrera, Mata (73' Fellaini), Pogba, Rashford (82' Depay), Ibrahimović                 |
| 29 października 2016, 16:00 Old Trafford 75 325 widzów             |                                                                     |                                                                    |                                                                | de Gea, Darmian, Rojo, Blind, Shaw, Lingard (73' Rooney), Herrera, Mata (73' Fellaini), Pogba, Rashford (82' Depay), Ibrahimović                 |
| 6 listopada 2016, 16:00 Liberty Stadium 20 938 widzów              | Swansea City                                                        | 1 – 3                                                              | Manchester United                                              | de Gea, Young, Jones, Rojo, Darmian, Carrick, Fellaini, Mata (81' Lingard), Pogba (90' Fosu-Mensah), Rooney (89' Schneiderlin), Ibrahimović      |
| 6 listopada 2016, 16:00 Liberty Stadium 20 938 widzów              | 69' Mike van der Hoorn                                              |                                                                    | Paul Pogba 15' Zlatan Ibrahimović 21' Zlatan Ibrahimović 33'   | de Gea, Young, Jones, Rojo, Darmian, Carrick, Fellaini, Mata (81' Lingard), Pogba (90' Fosu-Mensah), Rooney (89' Schneiderlin), Ibrahimović      |
| 19 listopada 2016, 13:30 Old Trafford 75 264 widzów                | Manchester United                                                   | 1 – 1                                                              | Arsenal                                                        | de Gea, Valencia, Jones, Rojo, Darmian (64' Blind), Carrick, Herrera, Mata (85' Schneiderlin), Pogba, Martial (63' Rooney), Rashford             |
| 19 listopada 2016, 13:30 Old Trafford 75 264 widzów                | 69' Juan Mata                                                       |                                                                    | Olivier Giroud 89'                                             | de Gea, Valencia, Jones, Rojo, Darmian (64' Blind), Carrick, Herrera, Mata (85' Schneiderlin), Pogba, Martial (63' Rooney), Rashford             |
| 27 listopada 2016, 17:30 Old Trafford 75 313 widzów                | Manchester United                                                   | 1 – 1                                                              | West Ham United                                                | de Gea, Valencia, Jones, Rojo, Darmian, Herrera, Pogba, Rashford (65' Rooney), Mata (65' Mychitarian), Lingard (85' Fellaini), Ibrahimović       |
| 27 listopada 2016, 17:30 Old Trafford 75 313 widzów                | 21' Zlatan Ibrahimović                                              |                                                                    | Diafra Sakho 2'                                                | de Gea, Valencia, Jones, Rojo, Darmian, Herrera, Pogba, Rashford (65' Rooney), Mata (65' Mychitarian), Lingard (85' Fellaini), Ibrahimović       |
| 4 grudnia 2016, 17:00 Goodison Park 39 550 widzów                  | Everton                                                             | 1 – 1                                                              | Manchester United                                              | de Gea, Valencia, Jones, Rojo, Darmian, Carrick, Herrera, Mychitarian (86' Fellaini), Pogba, Martial (82' Rashford), Ibrahimović                 |
| 4 grudnia 2016, 17:00 Goodison Park 39 550 widzów                  | 89' Leighton Baines(r.k.)                                           |                                                                    | Zlatan Ibrahimović 42'                                         | de Gea, Valencia, Jones, Rojo, Darmian, Carrick, Herrera, Mychitarian (86' Fellaini), Pogba, Martial (82' Rashford), Ibrahimović                 |
| 11 grudnia 2016, 15:15 Old Trafford 75 271 widzów                  | Manchester United                                                   | 1 – 0                                                              | Tottenham Hotspur                                              | de Gea, Valencia, Jones, Rojo, Darmian, Carrick, Herrera (90' Fellaini), Mychitarian (85' Bailly), Pogba, Martial (71' Rashford), Ibrahimović    |
| 11 grudnia 2016, 15:15 Old Trafford 75 271 widzów                  | 29' Henrich Mychitarian                                             |                                                                    |                                                                | de Gea, Valencia, Jones, Rojo, Darmian, Carrick, Herrera (90' Fellaini), Mychitarian (85' Bailly), Pogba, Martial (71' Rashford), Ibrahimović    |
| 14 grudnia 2016, 21:00 Selhurst Park 25 547 widzów                 | Crystal Palace                                                      | 1 – 2                                                              | Manchester United                                              | de Gea, Bailly (52' Darmian), Jones, Rojo, Blind, Carrick, Herrera, Mata (71' Lingard), Pogba, Rooney (80' Rashford), Ibrahimović                |
| 14 grudnia 2016, 21:00 Selhurst Park 25 547 widzów                 | 66' James McArthur                                                  |                                                                    | Paul Pogba 45' Zlatan Ibrahimović 88'                          | de Gea, Bailly (52' Darmian), Jones, Rojo, Blind, Carrick, Herrera, Mata (71' Lingard), Pogba, Rooney (80' Rashford), Ibrahimović                |
| 17 grudnia 2016, 18:30 The Hawthorns 26 308 widzów                 | West Bromwich Albion                                                | 0 – 2                                                              | Manchester United                                              | de Gea, Valencia, Jones, Rojo, Darmian, Carrick, Herrera (90' Smalling), Pogba, Lingard (76' Rashford), Rooney (84' Fellaini), Ibrahimović       |
| 17 grudnia 2016, 18:30 The Hawthorns 26 308 widzów                 |                                                                     | Zlatan Ibrahimović 5' Zlatan Ibrahimović 56'                       |                                                                | de Gea, Valencia, Jones, Rojo, Darmian, Carrick, Herrera (90' Smalling), Pogba, Lingard (76' Rashford), Rooney (84' Fellaini), Ibrahimović       |
| 26 grudnia 2016, 16:00 Old Trafford 75 325 widzów                  | Manchester United                                                   | 3 – 1                                                              | Sunderland                                                     | de Gea, Valencia, Jones, Rojo, Blind, Carrick, Herrera (84' Fellaini), Mata (74' Martial), Pogba, Lingard (62' Mychitarian), Ibrahimović         |
| 26 grudnia 2016, 16:00 Old Trafford 75 325 widzów                  | 39' Daley Blind 82' Zlatan Ibrahimović 86' Henrich Mychitarian      |                                                                    | Fabio Borini 90'                                               | de Gea, Valencia, Jones, Rojo, Blind, Carrick, Herrera (84' Fellaini), Mata (74' Martial), Pogba, Lingard (62' Mychitarian), Ibrahimović         |
| 31 grudnia 2016, 16:00 Old Trafford 75 314 widzów                  | Manchester United                                                   | 2 – 1                                                              | Middlesbrough                                                  | de Gea, Valencia, Smalling (72' Rashford), Bailly, Blind (64' Rojo), Fellaini (64' Mata), Herrera, Martial, Pogba, Mychitarian, Ibrahimović      |
| 31 grudnia 2016, 16:00 Old Trafford 75 314 widzów                  | 85' Anthony Martial 86' Paul Pogba                                  |                                                                    | Grant Leadbitter 67'                                           | de Gea, Valencia, Smalling (72' Rashford), Bailly, Blind (64' Rojo), Fellaini (64' Mata), Herrera, Martial, Pogba, Mychitarian, Ibrahimović      |
| 2 stycznia 2017, 18:15 Stadion Olimpijski w Londynie 56 996 widzów | West Ham United                                                     | 0 – 2                                                              | Manchester United                                              | de Gea, Valencia, Jones, Rojo, Darmian (46' Mata), Carrick, Herrera, Lingard (58' Rashford), Pogba, Mychitarian (64' Smalling), Ibrahimović      |
| 2 stycznia 2017, 18:15 Stadion Olimpijski w Londynie 56 996 widzów |                                                                     | Juan Mata 63' Zlatan Ibrahimović 78'                               |                                                                | de Gea, Valencia, Jones, Rojo, Darmian (46' Mata), Carrick, Herrera, Lingard (58' Rashford), Pogba, Mychitarian (64' Smalling), Ibrahimović      |
| 15 stycznia 2017, 17:00 Old Trafford 75 276 widzów                 | Manchester United                                                   | 1 – 1                                                              | Liverpool                                                      | de Gea, Valencia, Jones, Rojo, Darmian (76' Fellaini), Carrick (46' Rooney), Herrera, Mychitarian, Pogba, Martial (65' Mata), Ibrahimović        |
| 15 stycznia 2017, 17:00 Old Trafford 75 276 widzów                 | 84' Zlatan Ibrahimović                                              |                                                                    | James Milner 27'(r.k.)                                         | de Gea, Valencia, Jones, Rojo, Darmian (76' Fellaini), Carrick (46' Rooney), Herrera, Mychitarian, Pogba, Martial (65' Mata), Ibrahimović        |
| 21 stycznia 2017, 16:00 Bet365 Stadium 27 423 widzów               | Stoke City                                                          | 1 – 1                                                              | Manchester United                                              | de Gea, Valencia, Jones, Smalling, Blind, Fellaini (56' Rashford), Herrera, Mata (67' Rooney), Pogba, Mychitarian (73' Lingard), Ibrahimović     |
| 21 stycznia 2017, 16:00 Bet365 Stadium 27 423 widzów               | 19' Juan Mata (sam.)                                                |                                                                    | Wayne Rooney 90+5'                                             | de Gea, Valencia, Jones, Smalling, Blind, Fellaini (56' Rashford), Herrera, Mata (67' Rooney), Pogba, Mychitarian (73' Lingard), Ibrahimović     |
| 1 lutego 2017, 21:00 Old Trafford 75 297 widzów                    | Manchester United                                                   | 0 – 0                                                              | Hull City                                                      | de Gea, Valencia, Rojo, Jones (55' Smalling), Blind, Mychitarian (61' Mata), Carrick (46' Rooney), Pogba, Herrera, Rashford, Ibrahimović         |
| 1 lutego 2017, 21:00 Old Trafford 75 297 widzów                    |                                                                     |                                                                    |                                                                | de Gea, Valencia, Rojo, Jones (55' Smalling), Blind, Mychitarian (61' Mata), Carrick (46' Rooney), Pogba, Herrera, Rashford, Ibrahimović         |
| 5 lutego 2017, 17:00 King Power Stadium 32 072 widzów              | Leicester City                                                      | 0 – 3                                                              | Manchester United                                              | de Gea, Valencia, Bailly, Smalling, Rojo (46' Blind), Herrera, Pogba, Mychitarian, Mata (78' Fellaini), Rashford (84' Young), Ibrahimović        |
| 5 lutego 2017, 17:00 King Power Stadium 32 072 widzów              |                                                                     | Henrich Mychitarian 42' Zlatan Ibrahimović 44' Juan Mata 49'       |                                                                | de Gea, Valencia, Bailly, Smalling, Rojo (46' Blind), Herrera, Pogba, Mychitarian, Mata (78' Fellaini), Rashford (84' Young), Ibrahimović        |
| 11 lutego 2017, 16:00 Old Trafford 75 301 widzów                   | Manchester United                                                   | 2 – 0                                                              | Watford                                                        | de Gea, Blind, Bailly, Smalling, Valencia, Pogba, Herrera, Martial (80' Rashford), Mychitarian (89' Lingard), Mata (72' Fellaini), Ibrahimović   |
| 11 lutego 2017, 16:00 Old Trafford 75 301 widzów                   | 32' Juan Mata 60' Anthony Martial                                   |                                                                    |                                                                | de Gea, Blind, Bailly, Smalling, Valencia, Pogba, Herrera, Martial (80' Rashford), Mychitarian (89' Lingard), Mata (72' Fellaini), Ibrahimović   |
| 4 marca 2017, 13:30 Old Trafford 75 245 widzów                     | Manchester United                                                   | 1 – 1                                                              | Bournemouth                                                    | de Gea, Valencia, Jones, Rojo, Shaw (70' Lingard), Carrick (70' Fellaini), Pogba, Mata, Rooney (70' Rashford), Martial, Ibrahimović              |
| 4 marca 2017, 13:30 Old Trafford 75 245 widzów                     | 23' Marcos Rojo                                                     |                                                                    | Joshua King 40'(r.k.)                                          | de Gea, Valencia, Jones, Rojo, Shaw (70' Lingard), Carrick (70' Fellaini), Pogba, Mata, Rooney (70' Rashford), Martial, Ibrahimović              |
| 19 marca 2017, 13:00 Riverside Stadium 32 689 widzów               | Middlesbrough                                                       | 1 – 3                                                              | Manchester United                                              | de Gea, Valencia, Smalling, Jones, Bailly, Young, Carrick, Fellaini, Mata (69' Rojo), Lingard (80' Martial), Rashford (90' Darmian)              |
| 19 marca 2017, 13:00 Riverside Stadium 32 689 widzów               | 77' Rudy Gestede                                                    |                                                                    | Marouane Fellaini 30' Jesse Lingard 61' Antonio Valencia 90+3' | de Gea, Valencia, Smalling, Jones, Bailly, Young, Carrick, Fellaini, Mata (69' Rojo), Lingard (80' Martial), Rashford (90' Darmian)              |
| 1 kwietnia 2017, 16:00 Old Trafford 75 397 widzów                  | Manchester United                                                   | 0 – 0                                                              | West Bromwich Albion                                           | de Gea, Valencia, Bailly, Rojo, Young, Carrick, Fellaini, Mychitarian (74' Rooney), Lingard, Martial, Rashford                                   |
| 1 kwietnia 2017, 16:00 Old Trafford 75 397 widzów                  |                                                                     |                                                                    |                                                                | de Gea, Valencia, Bailly, Rojo, Young, Carrick, Fellaini, Mychitarian (74' Rooney), Lingard, Martial, Rashford                                   |
| 4 kwietnia 2017, 21:00 Old Trafford 75 272 widzów                  | Manchester United                                                   | 1 – 1                                                              | Everton                                                        | de Gea, Young (65' Shaw), Bailly, Rojo, Blind (46' Pogba), Carrick (65' Mychitarian), Fellaini, Lingard, Herrera, Rashford, Ibrahimović          |
| 4 kwietnia 2017, 21:00 Old Trafford 75 272 widzów                  | 90' Zlatan Ibrahimović(r.k.)                                        |                                                                    | Phil Jagielka 22'                                              | de Gea, Young (65' Shaw), Bailly, Rojo, Blind (46' Pogba), Carrick (65' Mychitarian), Fellaini, Lingard, Herrera, Rashford, Ibrahimović          |
| 9 kwietnia 2017, 14:30 Stadium of Light 43 779 widzów              | Sunderland                                                          | 0 – 3                                                              | Manchester United                                              | Romero, Darmian, Bailly, Rojo, Shaw (61' Blind), Fellaini, Herrera, Lingard (64' Rashford), Pogba, Mychitarian (78' Martial), Ibrahimović        |
| 9 kwietnia 2017, 14:30 Stadium of Light 43 779 widzów              |                                                                     | Zlatan Ibrahimović 30' Henrich Mychitarian 46' Marcus Rashford 89' |                                                                | Romero, Darmian, Bailly, Rojo, Shaw (61' Blind), Fellaini, Herrera, Lingard (64' Rashford), Pogba, Mychitarian (78' Martial), Ibrahimović        |
| 16 kwietnia 2017, 17:00 Old Trafford 75 272 widzów                 | Manchester United                                                   | 2 – 0                                                              | Chelsea                                                        | de Gea, Valencia, Bailly, Rojo, Darmian, Fellaini, Herrera, Young (90' Fosu-Mensah), Pogba, Lingard (60' Carrick), Rashford (83' Ibrahimović)    |
| 16 kwietnia 2017, 17:00 Old Trafford 75 272 widzów                 | 7' Marcus Rashford 49' Ander Herrera                                |                                                                    |                                                                | de Gea, Valencia, Bailly, Rojo, Darmian, Fellaini, Herrera, Young (90' Fosu-Mensah), Pogba, Lingard (60' Carrick), Rashford (83' Ibrahimović)    |
| 23 kwietnia 2017, 15:15 Turf Moor 21 870 widzów                    | Burnley                                                             | 0 – 2                                                              | Manchester United                                              | de Gea, Darmian, Bailly, Blind, Young, Herrera, Fellaini, Pogba (90' Carrick), Lingard (69' Rashford), Rooney, Martial (80' Mychitarian)         |
| 23 kwietnia 2017, 15:15 Turf Moor 21 870 widzów                    |                                                                     | Anthony Martial 21' Wayne Rooney 39'                               |                                                                | de Gea, Darmian, Bailly, Blind, Young, Herrera, Fellaini, Pogba (90' Carrick), Lingard (69' Rashford), Rooney, Martial (80' Mychitarian)         |
| 27 kwietnia 2017, 21:00 Etihad Stadium 54 176 widzów               | Manchester City                                                     | 0 – 0                                                              | Manchester United                                              | de Gea, Valencia, Blind, Bailly, Darmian, Carrick, Herrera, Fellaini, Mychitarian (86' Fosu-Mensah), Rashford (90' Young), Martial (80' Lingard) |
| 27 kwietnia 2017, 21:00 Etihad Stadium 54 176 widzów               |                                                                     |                                                                    |                                                                | de Gea, Valencia, Blind, Bailly, Darmian, Carrick, Herrera, Fellaini, Mychitarian (86' Fosu-Mensah), Rashford (90' Young), Martial (80' Lingard) |
| 30 kwietnia 2017, 13:00 Old Trafford 75 271 widzów                 | Manchester United                                                   | 1 – 1                                                              | Swansea City                                                   | de Gea, Young, Blind, Bailly (60' Darmian), Shaw (9' Valencia), Carrick, Herrera, Lingard, Rooney (70' Mychitarian), Martial, Rashford           |
| 30 kwietnia 2017, 13:00 Old Trafford 75 271 widzów                 | 45' Wayne Rooney(r.k.)                                              |                                                                    | Gylfi Sigurðsson 79'                                           | de Gea, Young, Blind, Bailly (60' Darmian), Shaw (9' Valencia), Carrick, Herrera, Lingard, Rooney (70' Mychitarian), Martial, Rashford           |
| 7 maja 2017, 17:00 Emirates Stadium 60 055 widzów                  | Arsenal                                                             | 2 – 0                                                              | Manchester United                                              | de Gea, Tuanzebe, Jones, Smalling, Darmian, Mata (85' McTominay), Carrick, Herrera (63' Rashford), Mychitarian (60' Lingard), Rooney, Martial    |
| 7 maja 2017, 17:00 Emirates Stadium 60 055 widzów                  | 54' Granit Xhaka 57' Danny Welbeck                                  |                                                                    |                                                                | de Gea, Tuanzebe, Jones, Smalling, Darmian, Mata (85' McTominay), Carrick, Herrera (63' Rashford), Mychitarian (60' Lingard), Rooney, Martial    |
| 14 maja 2017, 17:30 White Hart Lane 31 848 widzów                  | Tottenham Hotspur                                                   | 2 – 1                                                              | Manchester United                                              | de Gea, Tuanzebe (61' Herrera), Bailly, Jones, Smalling, Blind, Mata (79' Rashford), Carrick, Rooney, Lingard (61' Mychitarian), Martial         |
| 14 maja 2017, 17:30 White Hart Lane 31 848 widzów                  | 6' Victor Wanyama 49' Harry Kane                                    |                                                                    | Wayne Rooney 71'                                               | de Gea, Tuanzebe (61' Herrera), Bailly, Jones, Smalling, Blind, Mata (79' Rashford), Carrick, Rooney, Lingard (61' Mychitarian), Martial         |
| 17 maja 2017, 20:45 St Mary’s Stadium 31 425 widzów                | Southampton                                                         | 0 – 0                                                              | Manchester United                                              | Romero, Bailly, Jones, Smalling, Darmian, Mata (68' Rashford), Tuanzebe (63' Carrick), Fellaini (75' Herrera), Martial, Rooney, Mychitarian      |
| 17 maja 2017, 20:45 St Mary’s Stadium 31 425 widzów                |                                                                     |                                                                    |                                                                | Romero, Bailly, Jones, Smalling, Darmian, Mata (68' Rashford), Tuanzebe (63' Carrick), Fellaini (75' Herrera), Martial, Rooney, Mychitarian      |
| 21 maja 2017, 16:00 Old Trafford 75 254 widzów                     | Manchester United                                                   | 2 – 0                                                              | Crystal Palace                                                 | Pereira, Fosu-Mensah, Bailly, Jones, Mitchell, McTominay, Tuanzebe, Pogba (45' Carrick), Lingard (45' Martial), Harrop, Rooney (88' Gomes)       |
| 21 maja 2017, 16:00 Old Trafford 75 254 widzów                     | 15' Josh Harrop 19' Paul Pogba                                      |                                                                    |                                                                | Pereira, Fosu-Mensah, Bailly, Jones, Mitchell, McTominay, Tuanzebe, Pogba (45' Carrick), Lingard (45' Martial), Harrop, Rooney (88' Gomes)       |

| Kolejka  | 1 | 2 | 3 | 4 | 5 | 6 | 7 | 8 | 9 | 10 | 11 | 12 | 13 | 14 | 15 | 16 | 17 | 18 | 19 | 20 | 21 | 22 | 23 | 24 | 25 | 26 | 27 | 28 | 29 | 30 | 31 | 32 | 33 | 34 | 35 | 36 | 37 | 38 |
| Rezultat | W | W | W | P | P | W | R | R | P | R  | W  | R  | R  | R  | W  | W  | W  | W  | W  | W  | R  | R  | R  | W  | W  | R  | W  | R  | R  | W  | W  | W  | R  | R  | P  | P  | R  | W  |
| Miejsce  | 1 | 2 | 3 | 4 | 7 | 6 | 6 | 7 | 7 | 8  | 6  | 6  | 6  | 6  | 6  | 6  | 6  | 6  | 6  | 6  | 6  | 6  | 6  | 6  | 6  | 6  | 5  | 5  | 6  | 5  | 5  | 5  | 5  | 5  | 6  | 6  | 6  | 6  |

| Poz | Klub              | M  | W  | R  | P  | G+ | G- | +/− | Pkt |
| --- | ----------------- | -- | -- | -- | -- | -- | -- | --- | --- |
| 5   | Arsenal           | 38 | 23 | 6  | 9  | 77 | 44 | +33 | 75  |
| 6   | Manchester United | 38 | 18 | 15 | 5  | 54 | 29 | +25 | 69  |
| 7   | Everton           | 38 | 17 | 10 | 11 | 62 | 44 | +18 | 61  |

### Puchar Anglii
| Szczegóły meczu                                                 | Wynik                                                                                       | Wynik | Wynik                                      | Skład |
| --------------------------------------------------------------- | ------------------------------------------------------------------------------------------- | ----- | ------------------------------------------ | --- |
| 7 stycznia 2017, 13:30 Old Trafford 74 396 widzów, 1/32 finału  | Manchester United                                                                           | 4 – 0 | Reading                                    | Romero, Young, Smalling, Rojo (19' Jones), Blind, Carrick (77' Fosu-Mensah), Fellaini, Mata (77' Schweinsteiger), Rooney, Martial, Rashford        |
| 7 stycznia 2017, 13:30 Old Trafford 74 396 widzów, 1/32 finału  | 7' Wayne Rooney 15' Anthony Martial 75' Marcus Rashford 79' Marcus Rashford                 |       |                                            | Romero, Young, Smalling, Rojo (19' Jones), Blind, Carrick (77' Fosu-Mensah), Fellaini, Mata (77' Schweinsteiger), Rooney, Martial, Rashford        |
| 29 stycznia 2017, 17:00 Old Trafford 75 229 widzów, 1/16 finału | Manchester United                                                                           | 4 – 0 | Wigan Athletic                             | Romero (80' Pereira), Fosu-Mensah (68' Tuanzebe), Smalling, Rojo, Shaw, Fellaini (70' Herrera), Schweinsteiger, Mychitarian, Mata, Martial, Rooney |
| 29 stycznia 2017, 17:00 Old Trafford 75 229 widzów, 1/16 finału | 44' Marouane Fellaini 57' Chris Smalling 74' Henrich Mychitarian 81' Bastian Schweinsteiger |       |                                            | Romero (80' Pereira), Fosu-Mensah (68' Tuanzebe), Smalling, Rojo, Shaw, Fellaini (70' Herrera), Schweinsteiger, Mychitarian, Mata, Martial, Rooney |
| 19 lutego 2017, 17:15 Ewood Park 23 130 widzów, 1/8 finału      | Blackburn Rovers                                                                            | 1 – 2 | Manchester United                          | Romero, Young, Smalling, Rojo, Darmian, Carrick, Herrera, Lingard (62' Pogba), Mychitarian, Martial (62' Ibrahimović), Rashford (89' Mata)         |
| 19 lutego 2017, 17:15 Ewood Park 23 130 widzów, 1/8 finału      | 17' Danny Graham                                                                            |       | Marcus Rashford 27' Zlatan Ibrahimović 76' | Romero, Young, Smalling, Rojo, Darmian, Carrick, Herrera, Lingard (62' Pogba), Mychitarian, Martial (62' Ibrahimović), Rashford (89' Mata)         |
| 13 marca 2017, 20:45 Stamford Bridge 40 801 widzów, 1/4 finału  | Chelsea                                                                                     | 1 – 0 | Manchester United                          | de Gea, Valencia, Jones, Smalling, Rojo, Darmian, Herrera, Pogba, Young (81' Lingard), Mychitarian (36' Fellaini), Rashford                        |
| 13 marca 2017, 20:45 Stamford Bridge 40 801 widzów, 1/4 finału  | 50' N’Golo Kanté                                                                            |       |                                            | de Gea, Valencia, Jones, Smalling, Rojo, Darmian, Herrera, Pogba, Young (81' Lingard), Mychitarian (36' Fellaini), Rashford                        |

### Puchar Ligi
| Szczegóły meczu                                                               | Wynik                                                                                | Wynik | Wynik                                                           | Skład |
| ----------------------------------------------------------------------------- | ------------------------------------------------------------------------------------ | ----- | --------------------------------------------------------------- | --- |
| 21 września 2016, 20:45 Sixfields Stadium 7 798 widzów, 3. runda              | Northampton Town                                                                     | 1 – 3 | Manchester United                                               | Romero, Fosu-Mensah (53' Rashford), Smalling, Blind, Rojo, Carrick (73' Fellaini), Schneiderlin, Herrera, Depay (53' Ibrahimović), Young, Rooney |
| 21 września 2016, 20:45 Sixfields Stadium 7 798 widzów, 3. runda              | 42' Alex Revell(r.k.)                                                                |       | Michael Carrick 17' Ander Herrera 68' Marcus Rashford 75'       | Romero, Fosu-Mensah (53' Rashford), Smalling, Blind, Rojo, Carrick (73' Fellaini), Schneiderlin, Herrera, Depay (53' Ibrahimović), Young, Rooney |
| 26 października 2016, 21:00 Old Trafford 74 196 widzów, 1/8 finału            | Manchester United                                                                    | 1 – 0 | Manchester City                                                 | de Gea, Valencia, Rojo, Blind, Shaw, Carrick, Herrera, Mata (73' Schneiderlin), Pogba, Rashford (81' Lingard), Ibrahimović                       |
| 26 października 2016, 21:00 Old Trafford 74 196 widzów, 1/8 finału            | 54' Juan Mata                                                                        |       |                                                                 | de Gea, Valencia, Rojo, Blind, Shaw, Carrick, Herrera, Mata (73' Schneiderlin), Pogba, Rashford (81' Lingard), Ibrahimović                       |
| 30 listopada 2016, 21:00 Old Trafford 65 269 widzów, 1/4 finału               | Manchester United                                                                    | 4 – 1 | West Ham United                                                 | de Gea, Valencia, Rojo, Jones, Shaw (46' Blind), Carrick, Herrera, Mychitarian (90' Rashford), Rooney, Martial (86' Schweinsteiger), Ibrahimović |
| 30 listopada 2016, 21:00 Old Trafford 65 269 widzów, 1/4 finału               | 2' Zlatan Ibrahimović 48' Anthony Martial 62' Anthony Martial 90' Zlatan Ibrahimović |       | Ashley Fletcher 36'                                             | de Gea, Valencia, Rojo, Jones, Shaw (46' Blind), Carrick, Herrera, Mychitarian (90' Rashford), Rooney, Martial (86' Schweinsteiger), Ibrahimović |
| 10 stycznia 2017, 21:00 Old Trafford 65 798 widzów, 1/2 finału, pierwszy mecz | Manchester United                                                                    | 2 – 0 | Hull City                                                       | de Gea, Valencia, Jones, Smalling, Darmian, Herrera, Pogba, Mata (79' Fellaini), Rooney (59' Martial), Mychitarian (71' Lingard), Rashford       |
| 10 stycznia 2017, 21:00 Old Trafford 65 798 widzów, 1/2 finału, pierwszy mecz | 56' Juan Mata 87' Marouane Fellaini                                                  |       |                                                                 | de Gea, Valencia, Jones, Smalling, Darmian, Herrera, Pogba, Mata (79' Fellaini), Rooney (59' Martial), Mychitarian (71' Lingard), Rashford       |
| 26 stycznia 2017, 20:45 KCOM Stadium 16 831 widzów, 1/2 finału, drugi mecz    | Hull City                                                                            | 2 – 1 | Manchester United                                               | de Gea, Darmian, Jones, Smalling, Rojo, Carrick, Herrera, Lingard (79' Rooney), Pogba, Rashford (90' Fellaini), Ibrahimović                      |
| 26 stycznia 2017, 20:45 KCOM Stadium 16 831 widzów, 1/2 finału, drugi mecz    | 35' Tom Huddlestone(r.k.) 85' Oumar Niasse                                           |       | Paul Pogba 66'                                                  | de Gea, Darmian, Jones, Smalling, Rojo, Carrick, Herrera, Lingard (79' Rooney), Pogba, Rashford (90' Fellaini), Ibrahimović                      |
| 26 lutego 2017, 17:30 Wembley 85 264 widzów, finał                            | Southampton                                                                          | 2 – 3 | Manchester United                                               | de Gea, Valencia, Bailly, Smalling, Rojo, Herrera, Pogba, Lingard (77' Rashford), Mata (46' Carrick), Martial (90' Fellaini), Ibrahimović        |
| 26 lutego 2017, 17:30 Wembley 85 264 widzów, finał                            | 45+1' Manolo Gabbiadini 48' Manolo Gabbiadini                                        |       | Zlatan Ibrahimović 19' Jesse Lingard 38' Zlatan Ibrahimović 87' | de Gea, Valencia, Bailly, Smalling, Rojo, Herrera, Pogba, Lingard (77' Rashford), Mata (46' Carrick), Martial (90' Fellaini), Ibrahimović        |

### Liga Europy
| Szczegóły meczu                                                   | Wynik                                                                           | Wynik                                          | Wynik                | Skład |
| ----------------------------------------------------------------- | ------------------------------------------------------------------------------- | ---------------------------------------------- | -------------------- | --- |
| 15 września 2016, 19:00 De Kuip 31 000 widzów                     | Feyenoord                                                                       | 1 – 0                                          | Manchester United    | de Gea, Darmian, Bailly, Smalling, Rojo, Schneiderlin, Herrera, Mata (63' Young), Pogba, Martial (63' Depay), Rashford (63' Ibrahimović)   |
| 15 września 2016, 19:00 De Kuip 31 000 widzów                     | 78' Tonny Vilhena                                                               |                                                |                      | de Gea, Darmian, Bailly, Smalling, Rojo, Schneiderlin, Herrera, Mata (63' Young), Pogba, Martial (63' Depay), Rashford (63' Ibrahimović)   |
| 29 września 2016, 21:05 Old Trafford 58 179 widzów                | Manchester United                                                               | 1 – 0                                          | Zoria Ługańsk        | Romero, Fosu-Mensah (74' Martial), Smalling, Bailly, Rojo, Fellaini, Pogba, Lingard (67' Rooney), Mata (74' Young), Rashford, Ibrahimović  |
| 29 września 2016, 21:05 Old Trafford 58 179 widzów                | 69' Zlatan Ibrahimović                                                          |                                                |                      | Romero, Fosu-Mensah (74' Martial), Smalling, Bailly, Rojo, Fellaini, Pogba, Lingard (67' Rooney), Mata (74' Young), Rashford, Ibrahimović  |
| 20 października 2016, 21:05 Old Trafford 71 000 widzów            | Manchester United                                                               | 4 – 1                                          | Fenerbahçe SK        | de Gea, Darmian, Smalling (46' Rojo), Bailly, Shaw, Carrick, Pogba (75' Fosu-Mensah), Mata, Rooney, Lingard (66' Depay), Martial           |
| 20 października 2016, 21:05 Old Trafford 71 000 widzów            | 31' Paul Pogba(r.k.) 34' Anthony Martial(r.k.) 45' Paul Pogba 48' Jesse Lingard |                                                | Robin van Persie 83' | de Gea, Darmian, Smalling (46' Rojo), Bailly, Shaw, Carrick, Pogba (75' Fosu-Mensah), Mata, Rooney, Lingard (66' Depay), Martial           |
| 3 listopada 2016, 19:00 Fenerbahçe Şükrü Saracoğlu 35 378 widzów  | Fenerbahçe SK                                                                   | 2 – 1                                          | Manchester United    | de Gea, Darmian, Blind, Rojo, Shaw, Schneiderlin (46' Mata), Herrera, Rashford (61' Mychitarian), Pogba (30' Ibrahimović), Martial, Rooney |
| 3 listopada 2016, 19:00 Fenerbahçe Şükrü Saracoğlu 35 378 widzów  | 2' Moussa Sow 59' Jeremain Lens                                                 |                                                | Wayne Rooney 89'     | de Gea, Darmian, Blind, Rojo, Shaw, Schneiderlin (46' Mata), Herrera, Rashford (61' Mychitarian), Pogba (30' Ibrahimović), Martial, Rooney |
| 24 listopada 2016, 21:05 Old Trafford 64 628 widzów               | Manchester United                                                               | 4 – 0                                          | Feyenoord            | Romero, Valencia, Jones, Blind, Shaw, Carrick, Pogba, Mata (70' Rashford), Rooney (82' Depay), Mychitarian (82' Lingard), Ibrahimović      |
| 24 listopada 2016, 21:05 Old Trafford 64 628 widzów               | 35' Wayne Rooney 69' Juan Mata 75' Brad Jones (sam.) 90+2' Jesse Lingard        |                                                |                      | Romero, Valencia, Jones, Blind, Shaw, Carrick, Pogba, Mata (70' Rashford), Rooney (82' Depay), Mychitarian (82' Lingard), Ibrahimović      |
| 8 grudnia 2016, 19:00 Stadion Czornomoreć w Odessie 25 900 widzów | Zoria Ługańsk                                                                   | 0 – 2                                          | Manchester United    | Romero, Young, Bailly, Rojo, Blind, Herrera, Pogba, Mata (65' Lingard), Rooney (71' Fellaini), Mychitarian (84' Fosu-Mensah), Ibrahimović  |
| 8 grudnia 2016, 19:00 Stadion Czornomoreć w Odessie 25 900 widzów |                                                                                 | Henrich Mychitarian 47' Zlatan Ibrahimović 87' |                      | Romero, Young, Bailly, Rojo, Blind, Herrera, Pogba, Mata (65' Lingard), Rooney (71' Fellaini), Mychitarian (84' Fosu-Mensah), Ibrahimović  |

| Drużyna           | M | W | R | P | G+ | G- | +/− | Pkt |
| ----------------- | - | - | - | - | -- | -- | --- | --- |
| Fenerbahçe SK     | 6 | 4 | 1 | 1 | 8  | 6  | +2  | 13  |
| Manchester United | 6 | 4 | 0 | 2 | 12 | 4  | +8  | 12  |
| Feyenoord         | 6 | 2 | 1 | 3 | 3  | 7  | -4  | 7   |
| Zoria Ługańsk     | 6 | 0 | 2 | 4 | 2  | 8  | -6  | 2   |

| Szczegóły meczu                                                                             | Wynik                                                                      | Wynik                                  | Wynik                   | Skład |
| ------------------------------------------------------------------------------------------- | -------------------------------------------------------------------------- | -------------------------------------- | ----------------------- | --- |
| 16 lutego 2017, 21:05 Old Trafford 1/16 finału, pierwszy mecz 67 192 widzów                 | Manchester United                                                          | 3 – 0                                  | AS Saint-Étienne        | Romero, Valencia, Smalling, Bailly, Blind, Herrera, Fellaini (46' Lingard), Mata (70' Rashford), Pogba, Martial (84' Young), Ibrahimović            |
| 16 lutego 2017, 21:05 Old Trafford 1/16 finału, pierwszy mecz 67 192 widzów                 | 15' Zlatan Ibrahimović 75' Zlatan Ibrahimović 88' Zlatan Ibrahimović(r.k.) |                                        |                         | Romero, Valencia, Smalling, Bailly, Blind, Herrera, Fellaini (46' Lingard), Mata (70' Rashford), Pogba, Martial (84' Young), Ibrahimović            |
| 22 lutego 2017, 18:00 Stade Geoffroy-Guichard 1/16 finału, drugi mecz 41 492 widzów         | AS Saint-Étienne                                                           | 0 – 1                                  | Manchester United       | Romero, Young, Bailly, Smalling, Blind, Carrick (61' Schweinsteiger), Pogba, Fellaini, Mata (64' Rojo), Mychitarian (25' Rashford), Ibrahimović     |
| 22 lutego 2017, 18:00 Stade Geoffroy-Guichard 1/16 finału, drugi mecz 41 492 widzów         |                                                                            | Henrich Mychitarian 16'                |                         | Romero, Young, Bailly, Smalling, Blind, Carrick (61' Schweinsteiger), Pogba, Fellaini, Mata (64' Rojo), Mychitarian (25' Rashford), Ibrahimović     |
| 9 marca 2017, 19:00 Stadion Olimp-2 1/8 finału, pierwszy mecz 14 223 widzów                 | FK Rostów                                                                  | 1 – 1                                  | Manchester United       | Romero, Young, Rojo, Jones, Smalling, Blind (90+2' Valencia), Pogba, Fellaini, Herrera (90+2' Carrick), Mychitarian (68' Martial), Ibrahimović      |
| 9 marca 2017, 19:00 Stadion Olimp-2 1/8 finału, pierwszy mecz 14 223 widzów                 | 53' Aleksandr Bucharow                                                     |                                        | Henrich Mychitarian 35' | Romero, Young, Rojo, Jones, Smalling, Blind (90+2' Valencia), Pogba, Fellaini, Herrera (90+2' Carrick), Mychitarian (68' Martial), Ibrahimović      |
| 16 marca 2017, 21:05 Old Trafford 1/8 finału, drugi mecz 64 361 widzów                      | Manchester United                                                          | 1 – 0                                  | FK Rostów               | Romero, Valencia, Bailly, Smalling, Rojo, Blind (64' Jones), Pogba (48' Fellaini), Herrera, Mata, Mychitarian, Ibrahimović                          |
| 16 marca 2017, 21:05 Old Trafford 1/8 finału, drugi mecz 64 361 widzów                      | 70' Juan Mata                                                              |                                        |                         | Romero, Valencia, Bailly, Smalling, Rojo, Blind (64' Jones), Pogba (48' Fellaini), Herrera, Mata, Mychitarian, Ibrahimović                          |
| 13 kwietnia 2017, 21:05 Stade Constant Vanden Stock 1/4 finału, pierwszy mecz 20 060 widzów | RSC Anderlecht                                                             | 1 – 1                                  | Manchester United       | Romero, Valencia, Bailly, Rojo, Darmian, Carrick, Pogba, Mychitarian (90' Fosu-Mensah), Lingard (62' Martial), Rashford (75' Fellaini), Ibrahimović |
| 13 kwietnia 2017, 21:05 Stade Constant Vanden Stock 1/4 finału, pierwszy mecz 20 060 widzów | 86' Leander Dendoncker                                                     |                                        | Henrich Mychitarian 37' | Romero, Valencia, Bailly, Rojo, Darmian, Carrick, Pogba, Mychitarian (90' Fosu-Mensah), Lingard (62' Martial), Rashford (75' Fellaini), Ibrahimović |
| 20 kwietnia 2017, 21:05 Old Trafford 1/4 finału, drugi mecz 71 496 widzów                   | Manchester United                                                          | 2 – 1 po dogrywce                      | RSC Anderlecht          | Romero, Valencia, Bailly, Rojo (23' Blind), Shaw, Carrick, Pogba, Rashford, Mychitarian, Lingard (60' Fellaini), Ibrahimović (91' Martial)          |
| 20 kwietnia 2017, 21:05 Old Trafford 1/4 finału, drugi mecz 71 496 widzów                   | 10' Henrich Mychitarian 107' Marcus Rashford                               |                                        | Sofiane Hanni 32'       | Romero, Valencia, Bailly, Rojo (23' Blind), Shaw, Carrick, Pogba, Rashford, Mychitarian, Lingard (60' Fellaini), Ibrahimović (91' Martial)          |
| 4 maja 2017, 21:05 Estadio Balaídos 1/2 finału, pierwszy mecz 26 202 widzów                 | Celta Vigo                                                                 | 0 – 1                                  | Manchester United       | Romero, Darmian, Blind, Bailly, Valencia, Lingard, Herrera, Fellaini, Pogba, Mychitarian (78' Young [89' Smalling]), Rashford (79' Martial)         |
| 4 maja 2017, 21:05 Estadio Balaídos 1/2 finału, pierwszy mecz 26 202 widzów                 |                                                                            | Marcus Rashford 67'                    |                         | Romero, Darmian, Blind, Bailly, Valencia, Lingard, Herrera, Fellaini, Pogba, Mychitarian (78' Young [89' Smalling]), Rashford (79' Martial)         |
| 11 maja 2017, 21:05 Old Trafford 1/2 finału, drugi mecz 75 138 widzów                       | Manchester United                                                          | 1 – 1                                  | Celta Vigo              | Romero, Valencia, Bailly, Blind, Darmian, Herrera, Fellaini, Pogba, Mychitarian (78' Carrick), Lingard (89' Rooney), Rashford (89' Smalling)        |
| 11 maja 2017, 21:05 Old Trafford 1/2 finału, drugi mecz 75 138 widzów                       | 17' Marouane Fellaini                                                      |                                        | Facundo Roncaglia 85'   | Romero, Valencia, Bailly, Blind, Darmian, Herrera, Fellaini, Pogba, Mychitarian (78' Carrick), Lingard (89' Rooney), Rashford (89' Smalling)        |
| 24 maja 2017, 20:45 Friends Arena finał 46 961 widzów                                       | AFC Ajax                                                                   | 0 – 2                                  | Manchester United       | Romero, Valencia, Smalling, Blind, Darmian, Herrera, Fellaini, Pogba, Mata (90' Rooney), Mychitarian (74' Lingard), Rashford (84' Martial)          |
| 24 maja 2017, 20:45 Friends Arena finał 46 961 widzów                                       |                                                                            | Paul Pogba 18' Henrich Mychitarian 48' |                         | Romero, Valencia, Smalling, Blind, Darmian, Herrera, Fellaini, Pogba, Mata (90' Rooney), Mychitarian (74' Lingard), Rashford (84' Martial)          |

## Transfery
Przyszli
| Data       | Piłkarz             | Pozycja   | Klub              |
| ---------- | ------------------- | --------- | ----------------- |
| 01/07/2016 | Eric Bailly         | Obrońca   | Villarreal CF     |
| 01/07/2016 | Zlatan Ibrahimović  | Napastnik | wolny agent       |
| 06/07/2016 | Henrich Mychitarian | Pomocnik  | Borussia Dortmund |
| 09/08/2016 | Paul Pogba          | Pomocnik  | Juventus F.C.     |

Odeszli
| Data       | Piłkarz                | Pozycja   | Klub           |
| ---------- | ---------------------- | --------- | -------------- |
| 01/07/2016 | Víctor Valdés          | Bramkarz  | wolny agent    |
| 12/07/2016 | Nick Powell            | Pomocnik  | wolny agent    |
| 11/08/2016 | Paddy McNair           | Obrońca   | Sunderland     |
| 22/08/2016 | Tyler Blackett         | Obrońca   | Reading        |
| 30/08/2016 | Will Keane             | Napastnik | Hull City      |
| 12/01/2017 | Morgan Schneiderlin    | Pomocnik  | Everton        |
| 20/01/2017 | Memphis Depay          | Pomocnik  | Olympique Lyon |
| 29/03/2017 | Bastian Schweinsteiger | Pomocnik  | Chicago Fire   |